# Georges Siantos
Georges Siántos (grec moderne : Γιώργης Σιάντος, Yóryis Siándos) né en 1890 et mort le 20 mai 1947 est un communiste grec qui a exercé les fonctions de Secrétaire général du Parti communiste grec pendant la détention de Níkos Zachariádis par les Allemands. Il fut également un des chefs du Front national de libération (EAM) et de l'Armée populaire de libération (ELAS) pendant l'occupation allemande de la Grèce dans la Seconde Guerre mondiale.

## Biographie
Siantos est né à Karditsa en Thessalie, de parents agriculteurs.  Il sert dans l'armée grecque comme sergent pendant les guerres balkaniques de 1912-1913 et la Première Guerre mondiale En 1916, il est proche des libéraux de Eleftherios Venizelos. Il s'implique aussi dans le mouvement ouvrier et, peu de temps après sa démobilisation en 1920, il est élu président du syndicat des travailleurs du tabac à Karditsa.
En 1922, Siantos est élu secrétaire général de la Confédération grecque des travailleurs du tabac.  En même temps, il adhère au Parti socialiste du Travail de Grèce (SEKE), le précurseur du KKE. En 1927, il entre au comité central du bureau politique du parti, puis du bureau politique en 1934.
En 1936 Siantos est élu au Parlement grec, mais il est arrêté pour ses activités jugées révolutionnaires par le régime de Métaxas. Il est exilé à Anafi, d'où il réussit à s'échapper. Il est de nouveau emprisonné en 1939 à Corfou. Il s'en s'évade en 1941.
La même année, Nikos Zachariadis est transféré par les Allemands au camp de concentration de Dachau, et Siantos assure l'intérim du Secrétariat général du KKE. C'est à ce titre qu'il participe à la Conférence du Liban qui réunit tous les groupes politiques et de résistance grecs ; puis à l'accord de Caserte qui fédère la Résistance grecque sous le commandement d'un officier britannique le général Ronald Scobie.
Pendant la guerre civile grecque, il conduit les forces militaires de l'EAM/ALAS mais battu par les troupes britanniques il se résout à signer le traité de Várkiza en février 1945 qui met fin à la première phase de la guerre civile. Quatre mois plus tard il cède le Secrétariat général du parti à Zachariadis revenu en Grèce. Il reste membre du Bureau politique, mais la défaite a porté atteinte à sa réputation au sein du parti.
Siantos est mort d'une crise cardiaque le 20 mai 1947.